# Episodi di Modern Family (nona stagione)
La nona stagione della serie televisiva Modern Family è stata trasmessa sul canale statunitense ABC dal 27 settembre 2017 al 16 maggio 2018.
In Italia la stagione è andata in onda sul canale satellitare Fox dal 16 marzo al 25 maggio 2018.

Immagine del cast dalla sigla della nona stagione

In chiaro è stata trasmessa su TV8
| n° | Titolo originale                    | Titolo italiano                 | Prima TV USA      | Prima TV Italia |
| -- | ----------------------------------- | ------------------------------- | ----------------- | --------------- |
| 1  | Lake Life                           | Vita da lago                    | 27 settembre 2017 | 16 marzo 2018   |
| 2  | The Long Goodbye                    | Un lungo addio                  | 4 ottobre 2017    | 16 marzo 2018   |
| 3  | Catch of the Day                    | La profezia si avvera           | 11 ottobre 2017   | 23 marzo 2018   |
| 4  | Sex, Lies and Kickball              | Sesso, bugie e kickball         | 18 ottobre 2017   | 23 marzo 2018   |
| 5  | It's the Great Pumpkin, Phil Dunphy | Zucche e zucconi                | 25 ottobre 2017   | 30 marzo 2018   |
| 6  | Ten Years Later                     | Dieci anni dopo                 | 1º novembre 2017  | 30 marzo 2018   |
| 7  | Winner Winner Turkey Dinner         | Vince bene chi vince ultimo     | 15 novembre 2017  | 6 aprile 2018   |
| 8  | Brushes with Celebrity              | Incontri ravvicinati            | 29 novembre 2017  | 6 aprile 2018   |
| 9  | Tough Love                          | Un vero uomo                    | 6 dicembre 2017   | 13 aprile 2018  |
| 10 | No Small Feet                       | L'expo internazionale du closet | 13 dicembre 2017  | 13 aprile 2018  |
| 11 | She Said, She Shed                  | Traumi famigliari               | 3 gennaio 2018    | 20 aprile 2018  |
| 12 | Dear Beloved Family                 | Cara adorata famiglia           | 10 gennaio 2018   | 20 aprile 2018  |
| 13 | In Your Head                        | Le ceneri                       | 17 gennaio 2018   | 27 aprile 2018  |
| 14 | Written in the Stars                | Scritto nelle stelle            | 28 febbraio 2018  | 27 aprile 2018  |
| 15 | Spanks for the Memories             | Sculaccioni                     | 7 marzo 2018      | 4 maggio 2018   |
| 16 | Wine Weekend                        | Fino a prova contraria          | 21 marzo 2018     | 4 maggio 2018   |
| 17 | Royal Visit                         | Intelligenza emotiva            | 28 marzo 2018     | 11 maggio 2018  |
| 18 | Daddy Issues                        | Ironia della sorte              | 4 aprile 2018     | 11 maggio 2018  |
| 19 | CHiPs and Salsa                     | Poliziotti per un giorno        | 11 aprile 2018    | 18 maggio 2018  |
| 20 | Mother!                             | L'intervallo                    | 2 maggio 2018     | 18 maggio 2018  |
| 21 | The Escape                          | In trappola                     | 9 maggio 2018     | 25 maggio 2018  |
| 22 | Clash of Swords                     | Clash of Swords                 | 16 maggio 2018    | 25 maggio 2018  |

## Vita da lago
- Titolo originale: Lake Life
- Diretto da: James Bagdonas
- Scritto da: Elaine Ko

### Trama
In occasione dell'eclissi totale di sole dell'agosto 2017 la famiglia al completo si riunisce per una gita in barca. Per Phil e Clarie diventa l'occasione di rendersi conto di come stanno invecchiando, avendo ormai sempre più difficoltà ad intraprendere svaghi giovanili. Mitchell incontra casualmente un vecchio compagno di scuola per il quale aveva una cotta, Scotty, mentre Cameron cerca di proteggersi oltremisura dai raggi solari. Dopo aver ricevuto la notizia della morte di un vecchio conoscente, notando come sia calorosamente ricordato su internet da amici e parenti, Jay riflette sulle impressioni che lascerà dopo la sua morte. L'uomo cerca quindi di affrettarsi a lasciare buoni ricordi a figli e nipoti, provando a dispensare regali improvvisati e improbabili consigli.
- Guest star: Joe Mande (Ben), Kyle Bornheimer (Scotty).

## Un lungo addio
- Titolo originale: The Long Goodbye
- Diretto da: Jim Hensz
- Scritto da: Paul Corrigan e Brad Walsh

### Trama

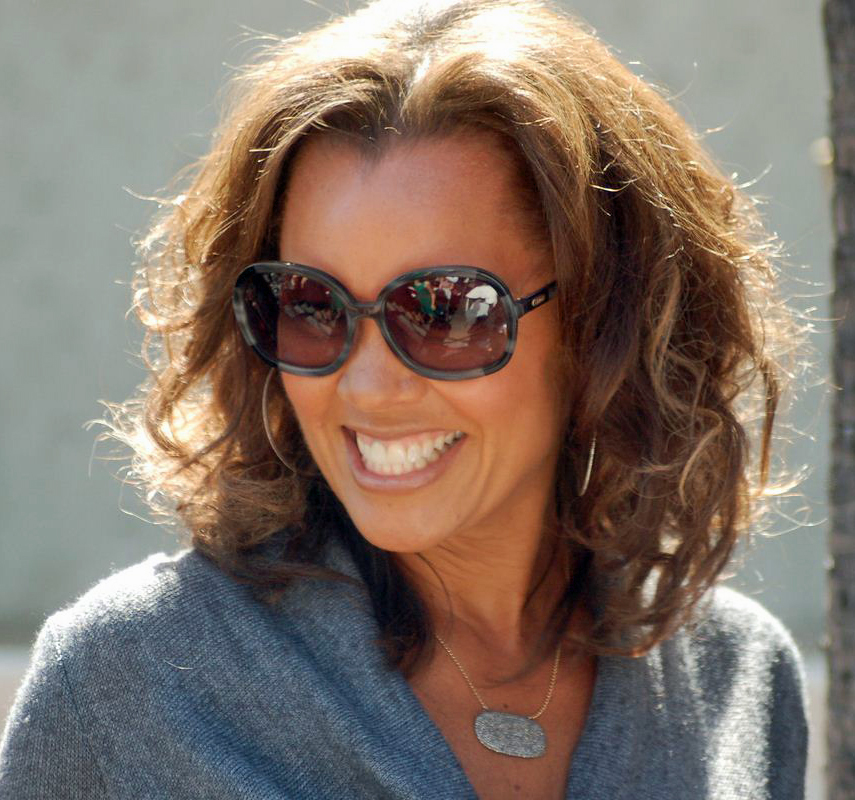
Vanessa Williams

Per Manny è arrivato il momento di trasferirsi al college, ma chiede ai genitori di evitare saluti calorosi. Tuttavia alla fine le emozioni avranno la meglio. Nella casa di Mitchell e Cameron la cucina va a fuoco e poiché da tempo Cam pianifica di ammodernarla il marito inizia a pensare che si tratti di un incendio doloso. Haley, intanto, trova un impiego presso il club golfistico dove lavora il fratello, ed ha l'opportunità di diventare temporaneamente l'assistente personale di una ricca donna di mezza età di nome Rhonda e come lei molto attenta al suo aspetto.
Nel frattempo Phil e Claire hanno modo di aiutare la figlia minore, occasione che dà al padre l'occasione di confrontarsi con un braccio robotico costruito da Alex in grado di giocare a carta forbice sasso.
- Guest star: Vanessa Williams (Rhonda), Dana Powell (Pameron).

## La profezia si avvera
- Titolo originale: Catch of the Day
- Diretto da: Fred Savage
- Scritto da: Jeffrey Richman

### Trama
Ogni mattina Phil è solito lanciare la sua biancheria intima con i piedi e afferrarla con le mani come segno scaramantico, vivendo giornate molto sfortunate quando non riesce a completare il gesto. Quando arriva una di queste giornate negative, Claire cerca di calmarlo, invitandolo a pensare come sia probabilmente il suo atteggiamento negativo ad attirarsi le sfortune, ma dopo una serie di coincidenze anche lei si inizia a preoccupare. Haley rompe il telefono e i genitori si rifiutano di comprarne subito uno nuovo, costringendola ad affrontare alcuni giorni immersa soltanto nella "vita reale". Rimangono piacevolmente sorpresi nel vederla tranquilla, gentile e spensierata, ma l'incantesimo svanisce quando riesce a mettere le mani su un nuovo telefono.
Intanto, Mitchell e Cameron sono impegnati nei lavori di ristrutturazione della propria cucina; Mitchell si sente sminuito poiché il carpentiere che dirige i lavori chiama Cam "capo", ma in realtà è solo perché non ricorda il suo nome. Jay, quando vede la macchina ammaccata cerca di far ammettere a Gloria di aver investito qualcuno o qualcosa, ma come al solito la donna evita strenuamente di ammettere qualsiasi colpa.
- Guest star: Dana Powell (Pameron), Rob Riggle (Gil Thorpe), Joe Nieves (Francisco).

## Sesso, bugie e kickball
- Titolo originale: Sex, Lies and Kickball
- Diretto da: John Riggi
- Scritto da: Abraham Higginbotham

### Trama
Jay e Gloria incontrano casualmente Shorty, il caro amico di Jay che aveva lasciato la città per una nuova vita in Costa Rica con la giovane moglie. Jay cerca di passare più tempo possibile con lui, che inizialmente non ne è proprio entusiasta: infatti non vuole confessare di aver perso tutto, moglie compresa. Mitchell e Cameron ospitano il figlio adottato dalla loro coppia di amici, Ronaldo e Pepper, iniziando a preoccuparsi di come i due possano condizionare troppo il ragazzo con il loro stile di vita. In realtà il ragazzo apprezza gli agi a cui è esposto più di quanto immaginano. Claire, intanto, si scontra con Alex dopo aver offeso nuovamente il suo ragazzo Ben, rendendosi però conto di come si stia comportando allo stesso modo di come suo padre aveva fatto con lei in passato riguardo Phil.
- Guest star: Nathan Lane (Pepper Saltzman), Chazz Palminteri (Shorty), Joe Mande (Ben), Christian Barillas (Ronaldo), Cedric Joe (Lionel).

## Zucche e zucconi
- Titolo originale: It's the Great Pumpkin, Phil Dunphy
- Diretto da: Beth McCarthy-Miller
- Scritto da: Jon Pollack

### Trama
Phil e Claire, in occasione di Halloween, cercano di coinvolgere i ragazzi nei loro festeggiamenti, ma questi rifiutano, considerandosi ormai troppo grandi. I due temono che i figli abbiano ragione e che sia arrivato il momento di lasciarsi l'evento alle loro spalle, specie quando vedono i rispettivi colleghi e vicini di casa adulti non essere per niente entusiasti della festa. Tuttavia, entrambi non riescono a spegnere del tutto la voglia di divertirsi. Intanto Haley partecipa a un provino per mezzo del quale scopre di non saper ballare bene come pensava, Luke è poco fortunato con le ragazze, mentre Alex decide di lasciare Ben.
Mitchell e Cameron si trasferiscono da Jay e Gloria in attesa che la loro nuova cucina sia completata; ai lavori dà una mano anche Jay che sorprende il figlio facendo completare presto i lavori. Tuttavia, uno sfortunato incidente la manda nuovamente a fuoco.
- Guest star: Joe Mande (Ben), Marsha Kramer (Margaret), Kasey Mahaffy (Dom), Kate Comer (Destiny), Jessica Joy (Carol), Jessica Blair Herman (Jessica).

## Dieci anni dopo
- Titolo originale: Ten Years Later
- Diretto da: Fred Savage
- Scritto da: Danny Zuker

### Trama
Claire organizza una festa per celebrare il decimo anniversario di matrimonio di Jay e Gloria. Phil per l'occasione pianifica di esibirsi in un trucco di magia in cui simulando un viaggio temporale farà cambiare Gloria dal suo look ordinario al re-indossare l'abito da sposa di dieci anni prima. Gloria tuttavia non è felice di stare al gioco in quanto, ingrassata, fatica a mettersi l'abito. Anche Phil perde entusiasmo nel gioco quando scopre che il motivo per il quale non ha intrapreso una carriera da prestigiatore quindici anni prima è probabilmente l'aver perso una telefonata che gli proponeva un'esibizione importante. Claire confessa di avergli tenuto nascosta la telefonata e per farsi perdonare compra un negozio di trucchi di prestigio. Nel frattempo, Cam cerca di convincere il marito a esibirsi alla festa in un duetto.
- Guest star: Shelley Long (Dede Pritchett), Fred Stoller (Mr. Ekshun).

## Vince bene chi vince ultimo
- Titolo originale: Winner Winner Turkey Dinner
- Diretto da: Beth McCarthy-Miller
- Scritto da: Bill Wrubel

### Trama
Mentre l'intera famiglia si riunisce per festeggiare il Ringraziamento, Jay propone un brindisi per dichiararsi fiero di quanto i suoi famigliari si stanno dimostrando vincenti: Cameron ha appena vinto una partita di football, Mitchell ha messo in fuga un ladro, Claire ha vinto una corsa di dieci chilometri, Phil ha imparato un importante trucco di magia e Gloria sta per raggiungere il traguardo di centomila passi in una settimana. In realtà presto tutti dovranno ammettere di aver mentito o aver preso scorciatoie nelle rispettive storie "vincenti".
Mitchell ha infatti goffamente danneggiato il proprio soggiorno, dichiarando come fosse stata l'opera di un ladro per la vergogna; Cameron è riuscito a vincere solo grazie all'aver intercettato involontariamente le mosse dell'allenatrice avversaria; Claire senza accorgersene ha sbagliato percorso finendo con l'accorciare il tragitto della corsa di circa un terzo, correndo con il contapassi che Gloria le ha attaccato sulla schiena per non dover compiere tutto il movimento che Jay il marito l'aveva sfidata a fare. Non avendo ancora sentito le varie confessioni Phil ne trae spunto per esibirsi nel numero che in realtà non aveva ancora avuto il coraggio di provare. Utilizzando come assistente la figlia Haley, riesce a liberarsi da un'antiquata cabina telefonica nella quale si era rinchiuso, mentre questa si andava riempiendo d'acqua, riapparendo subito dopo alle spalle del pubblico.

## Incontri ravvicinati
- Titolo originale: Brushes with Celebrity
- Diretto da: Jeffrey Walker
- Scritto da: Vali Chandrasekaran

### Trama

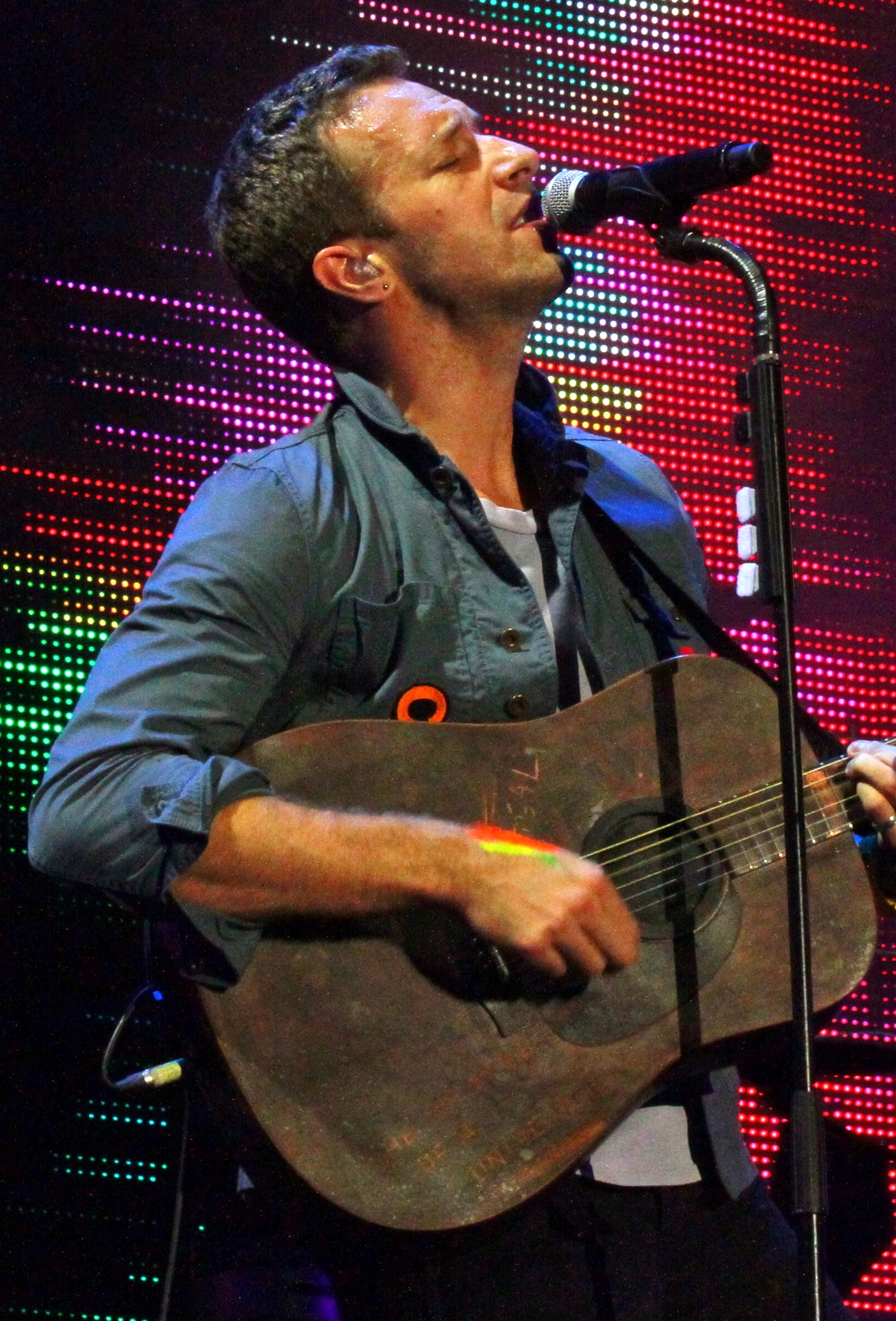
Chris Martin

Phil è entusiasta di avere tra i propri clienti in cerca di una casa il frontman dei Coldplay Chris Martin, tuttavia l'esperienza prende una brutta piega quando una grave infiammazione a un testicolo lo costringe ad essere ricoverato in ospedale proprio mentre stava facendo vedere una casa alla star musical. All'ospedale, inoltre, la star porta non gradite attenzioni, soprattutto quando Claire prova a sfruttare l'occasione per farsi piacere ai membri di un gruppo di lettura al quale si è da poco iscritta, portando tre donne con sé in ospedale. Intanto, Manny e Gloria si imbattono in uno scrittore stimato dal ragazzo, che tuttavia non nasconde il suo dispiacere nel ricevere attenzioni da un fan, irritando quindi la madre. Jay, chiamato a far parte di una giuria, incontra invece Terry Bradshaw, con il quale però non riesce ad andare d'accordo.
- Guest star: Chris Martin (se stesso), Terry Bradshaw (se stesso), Billy Crystal (se stesso), Brandon Firla (Scott Hunter), Peter Giles (Sam Anvilmaker), Ron Perkins (giudice Katz).

## Un vero uomo
- Titolo originale: Tough Love
- Diretto da: John Riggi
- Scritto da: Stephen Lloyd

### Trama
Phil è in procinto di avventurarsi in solitaria nel mercato immobiliare, lasciando la società di cui era parte. Per trovare fiducia decide di passare una settimana in campeggio al Parco nazionale di Yosemite, tuttavia, dopo poche ore una serie di imprevisti lo porteranno a desistere dall'intento, rifugiandosi in un confortevole hotel nel quale sarà raggiunto dalla moglie. Claire, intanto, aveva trovato il coraggio di guidare per la prima volta un camion pur di non far ritardare le spedizioni dalla sua azienda. Mitchell critica il modo in cui ingenuamente il marito sembra credere a tante bugie, tuttavia quando uno degli alunni presso la scuola in cui insegna spiega di essere un poliziotto sotto copertura, la storia si rivelerà vera. Manny intanto inizia a frequentare una delle sue insegnanti, suscitando preoccupazioni nella madre.
- Guest star: Dana Powell (Pameron), Olivia Sandoval (Karen Fisk), Dillon Lane (Shane), Marsha Kramer (Margaret).

## L'expo internazionale du closet
- Titolo originale: No Small Feet
- Diretto da: James Bagdonas
- Scritto da: Ryan Walls (sceneggiatura), Ryan Walls e Matt Plonsker (soggetto)

### Trama

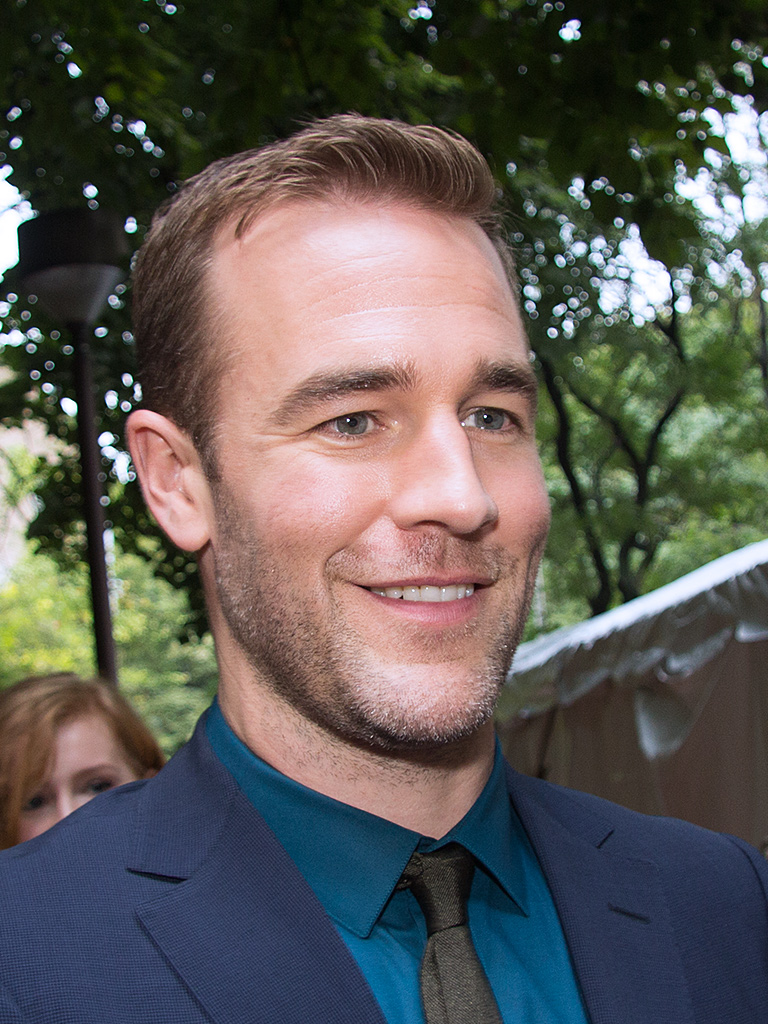
James Van Der Beek

Quando la Pritchett's Closets & Blinds ottiene di partecipare per la prima volta a un'importante esposizione internazionale, Jay è determinato a partecipare ai festeggiamenti nell'azienda da lui fondata e condividere con la figlia i meriti del successo. Phil è intanto impegnato a vendere una casa alla signora Graham, la prima cliente da quando ha lasciato la vecchia compagnia immobiliare. Le cose non procedono per il verso giusto quando la cliente si convince che la casa in questione è abitata da spiriti malevoli e il coinvolgimento di Gloria da parte di Phil non porta ai risultati da lui sperati. Alex e Luke invece iniziano a vendere scarpe usate a dei feticisti.
Nel frattempo, l'ex compagno di Pam, Bo, arriva in città nel tentativo di riconquistare la sua amata e suo figlio, nato mentre lui era in prigione. Mitchell inizialmente lo appoggia, sperando così anche di liberarsi dell'invadente cognata, ma dovrà ritornare sui suoi passi quando Bo si dimostra tutt'altro che cambiato e totalmente inaffidabile.
- Guest star: James Van Der Beek (Bo Johnson), Dana Powell (Pameron), Rebecca Wisocky (signora Graham), Marsha Kramer (Margaret), Kasey Mahaffy (Dom), Roy Jenkins (Kenny).

## Traumi famigliari
- Titolo originale: He Said, She Shed
- Diretto da: Jim Hensz
- Scritto da: Jeffrey Richman e Ryan Walls

### Trama
Claire si vede negato il permesso per costruire in giardino una sorta di stanza rifugio tutta per sé in cui rilassarsi, a cui il marito aveva concordato dopo aver perso una sfida di sguardi. Quando lei si prepara a protestare con l'associazione proprietari responsabile del no, scopre che in realtà Phil e Luke hanno falsificato la risposta per poter utilizzare diversamente lo spazio in giardino, creando una zona in cui eseguire battute di baseball. Tuttavia, con astuzia Luke riesce a placare l'ira della madre. Intanto, Mitchell aiuta Cam a superare l'aver scoperto che durante l'infanzia il padre si era separato per un periodo dalla madre, facendogli conoscere la sua terapeuta. Jay inizia il figlio minore al golf, verso il quale sembra dimostrare un talento naturale. Dopo che il padre lo iscrive ad un torneo, Joe inizia a mostrare eloquenti segni di stress.
- Guest star: Dana Powell (Pameron), Cathy Ladman (dottoressa Green), Rob Nagle (Bill), Jill Alexander (Lisa), Roy Jenkins (Kenny).

## Cara adorata famiglia
- Titolo originale: Dear Beloved Family
- Diretto da: Gail Mancuso
- Scritto da: Bill Wrubel

### Trama
Phil ha un malore e viene portato da Gloria in ospedale, dove presto viene raggiunto da tutta la famiglia. Per distrarre la moglie dalle preoccupazioni, la incarica di ritrovare un orsacchiotto che le aveva regalato quando erano fidanzati mentre è sottoposto ad un intervento alla cistifellea. L'occasione dà lo spunto a Joe di interrogare i genitori sul tema della morte; inizialmente Jay lo tranquillizza promettendogli la vita eterna, ma più tardi Gloria gli spiega come in realtà è possibile morire in qualsiasi momento, rendendolo depresso. Ad aiutarlo a superare lo stato d'animo triste è la visione del fratello maggiore Manny, che si è tinto i capelli di biondo.
Anche Mitchell e Cameron hanno modo di parlare riguardo a cosa farebbero se uno dei due dovesse morire e Mitchell menziona la possibilità di mettersi insieme al loro amico massaggiatore Caleb, causando inevitabilmente gelosie nel marito.
- Guest star: Fred Savage (Caleb), Fred Willard (Frank Dunphy).

## Le ceneri
- Titolo originale: In Your Head
- Diretto da: Steven Levitan
- Scritto da: Jack Burditt

### Trama
Jay riceve le ceneri del suo defunto acerrimo rivale Earl Chambers, il quale ha dato disposizione nel suo testamento che fosse proprio Jay a disfarsi dei suoi resti. La figlia Shirl non sembra essere a conoscenza dei motivi e con l'occasione prova ad instaurare un'amicizia con Claire, ma un equivoco rifarà restaurare la rivalità tra le rispettive aziende. Intanto, Manny chiede aiuto a Phil e a Gloria per ritrovare Luke, da cui non ha notizie dalla sera precedente, in cui l'avevo perso di vista a una festa in un quartiere a suo dire malfamato. Dopo una serie di ricerche i tre ritroveranno Luke bloccato sulla terrazza di un edificio, dove era accidentalmente finito mentre cercava un bagno. Haley chiede aiuto alla sorella in vista di un colloquio di lavoro presso una stravagante compagnia guidata dalla guru Nicole Rosemary Page, disturbando nell'intento la lezione del suo professore Arvin Fennerman. Il giovane professore in un primo momento si mostra infastidito dalle ragazze, ma più tardi, sorprendentemente le raggiungerà per dichiararsi innamorato di Haley. Quest'ultima respinge le sue attenzioni, ma la sua insistenza le sarà molto d'aiuto durante il colloquio di lavoro, che riuscirà a superare. Quindi decide infine di accettare la sua proposta di scambiarsi un contatto.
- Guest star: Mira Sorvino (Nicole Rosemary Page), Chris Geere (Arvin Fennerman), Sarah Baker (Shirl Chambers), Cheyenne Jackson (Max), Riki Lindhome (poeta), Marsha Kramer (Margaret), Ray Porter (Lazlo).

## Scritto nelle stelle
- Titolo originale: Written in the Stars
- Diretto da: Jaffar Mahmood
- Scritto da: Abraham Higginbotham e Jon Pollack

### Trama
Il giorno di San Valentino Gloria e Jay si rendono conto che la passione sta svanendo e pertanto decidono di tentare un gioco di ruolo così come Claire e Phil, che per la serata si occupano anche di Joe, il tenta di abbordare la sorellastra per cui ha una cotta. Gloria confessa di essere agitata perché per la prima volta non ha ricevuto un biglietto di San Valentino da Manny. Cam e Mitch, intanto, si ritrovano a cena nello stesso ristorante in cui Luke ha dato appuntamento ad una ragazza, che però lo pianta in asso: i due zii, allora, lo consolano mentre Phil convince Joe a lasciargli Claire e Manny torna a casa per continuare la tradizione con sua madre. Haley, intanto, nonostante si renda conto di non avere molto in comune con Arvin, prova ad avere una relazione con lui.
- Guest star: Chris Geere (Arvin Fennerman), Ava Allan (Amanda).

## Sculaccioni
- Titolo originale: Spanks for the Memories
- Diretto da: James Bagdonas
- Scritto da: Paul Corrigan e Brad Walsh

### Trama
Jay origlia Gloria mentre parla al telefono con un'amica lamentandosi di essere delusa a causa di Joe che lascia in disordine la sua stanza, ma fraintende credendo non sia soddisfatta della loro vita sessuale.
Intanto Cam e Mitch danno un party a casa loro per vantarsi con gli amici dei recenti successi lavorativi di Mitch comprando inoltre un bellissimo pianoforte, ma poco prima della festa il suo capo viene arrestato e quindi decidono di tenere la cosa nascosta agli invitati per evitare la loro compassione. Phil, nel frattempo, viene bullizzato una ragazza che lavora vicino al suo negozio di magia con cui litiga sempre per il parcheggio, ma alla fine Alex riesce a risolvere il problema e grazie all'aiuto del padre decide di non partecipare a un impegnativo corso estivo per cui aveva fatto richiesta. Infine, grazie all'intervento di Claire, Cam e Mitch confessano la verità ai loro amici e questi, inaspettatamente, offrono ai due conforto.
- Guest star: Kimia Behpoornia (Stephanie), Kevin Daniels (Longines), Matthew Risch (Jotham), Colin Hanlon (Steven), Bo Foxworth (Sam Burnbull).

## Fino a prova contraria
- Titolo originale: Wine Weekend
- Diretto da: Beth McCarthy-Miller
- Scritto da: Elaine Ko

### Trama
La famiglia al completo viene ospitata per un weekend nella fantastica villa della datrice di lavoro di Haley la quale li ammonisce di non toccare la tiara esposta in salotto; dopo una degustazione di vini locali, i componenti della famiglia si dividono: Phil e Cam si allontanano per effettuare le prove per un concorso di hip hop, Mitch e Gloria vengono invitati ad una festa a casa di Oprah Winfrey ma non possono portare nessun altro e Jay e Claire provano a tenere a bada Stella, portata segretamente in viaggio dall'uomo. Il danneggiamento della tiara, causato in realtà da Haley, viene utilizzato come pretesto per smascherare, e perdonare, gli inganni reciproci.
- Guest star: Christian Barillas (Ronaldo), Stephen "tWitch" Boss (Sho Nuff).

## Intelligenza emotiva
- Titolo originale: Royal Visit
- Diretto da: Gail Mancus
- Scritto da: Jack Burditt e Jessica Poter (sceneggiatura), Jeffrey Richman (soggetto)

### Trama
Haley invita a casa Arvin per presentarlo a Phil e Claire, che entrano in competizione l'uno con l'altra per apparire il più intelligente; nel frattempo Alex comincia a frequentare Bill, un pompiere bello ma sciocco, mentre Gloria e Jay cercano di apparire migliori dei genitori di un amico di Joe, che il piccolo ammira molto. Infine Cam e Mitch trascorrono il weekend ad un ritiro yoga, durante il quale Cam si dà alla fuga mentendo a Mitch per poter assistere all'allenamento della sua squadra di baseball preferita insieme al suo idolo George Brett.
- Guest star: Chris Geere (Arvin Fennerman), Jimmy Tatro (Bill), George Brett (se stesso), Steve Valentine (dottor Randy), John Brotherton (Clay), Lauren Shaw (Jenny), Caden Dragome (Henry).

## Ironia della sorte
- Titolo originale: Daddy Issues
- Diretto da: Chris Koch
- Scritto da: Vali Chandrasekaran e Stephen Lloyd

### Trama
Gloria invita a casa Jorge, un suo ex fidanzato che assomiglia in modo incredibile a Manny provocando in Jay degli inevitabili sospetti; in realtà si tratta di uno scherzo messo in atto da Gloria dopo esser stata accusata da Jay e Manny di non capire l'ironia. Luke e Joe intanto aiutano Phil a trovare il regalo di anniversario perfetto per Claire, che ha rimandato fino all'ultimo minuto. Mitch e Cam si rendono conto che Lily, la quale sta affrontando la fase della pubertà, non è più una bambina ormai.
- Guest star: Gabriel Iglesias (Jorge), Wynn Everett (professoressa Wolfe), Alyssa de Boisblanc (Christina), Ruby Jay (Emma), Erik Liberman (Max Feldman).

## Poliziotti per un giorno
- Titolo originale: CHiPs and Salsa
- Diretto da: Gail Mancuso
- Scritto da: Paul Corrigan, Brad Walsh e Bill Wrubel

### Trama
Dato che la sua datrice di lavoro Nicole vuole entrare nel settore del peperoncino, Haley tenta di convincere Gloria a vendere la sua produzione di salsa; nel frattempo Mitch, a cui viene offerto l'incarico di pubblico ministero, accompagna Cam a fare un giro di pattuglia con un poliziotto. Phil e Claire, data l'assenza di Luke per partecipare ad un colloquio per l'ammissione al college, riprendono la loro competizione in una gara di corsa iniziata anni prima.
- Guest star: Mira Sorvino (Nicole Rosemary Page), Chris Bauer (agente Stablitzky), Toks Olagundoye (Lucy), Kerry O'Malley (dottor Perry), Margaret Judson (Madison).

## L'intervallo
- Titolo originale: Mother!
- Diretto da: Eric Dean Seaton
- Scritto da: Jon Pollack e Ryan Walls (sceneggiatura), Abraham Higginbotham (soggetto)

### Trama
DeDe giunge a sorpresa a casa di Mitch e Cam e i due si rendono conto di quanto la donna abbia influenzato la loro relazione; nel frattempo Phil, Haley, Alex e Luke hanno tutti delle cattive notizie da dare a Claire e competono su quando farlo approfittando del breve lasso di tempo dopo il suo giorno alla SPA in cui lei è più rilassata. Manny, con l'aiuto di Jay, si occupa della realizzazione di un cortometraggio di genere horror per il corso di cinema del college. I due decidono di sfruttare la voce di Gloria arrabbiata per ricreare i versi del mostro che ne fa da protagonista. Alla première del progetto, organizzata a casa di Jay, i componenti della famiglia colgono l'occasione per chiedere scusa alle rispettive madri.
- Guest star: Shelley Long (DeDe Pritchett), Dana Powell (Pam Tucker), Jack Seaver McDonald (Duncan).

## In trappola
- Titolo originale: The Escape
- Diretto da: Steven Levitan
- Scritto da: Jack Burditt e Danny Zuker

### Trama
Haley incontra per la prima volta i genitori del fidanzato Arvin ma il pranzo non va affatto bene: la ragazza, subito dopo, ha un mancamento per colpa di adesivi che aveva testato per la sua azienda, e in ospedale riceve la visita di tutti i suoi ex. In un altro ospedale Jay, Claire e Mitch cercano di approfittarsi della zia Becky, sorella di Jay, appena risvegliatasi dal coma, per risolvere alcune vecchie questioni mentre Phil, Gloria e Cam, nel tentativo di raggiungere un'escape room collocata dall'altro lato della strada, finiscono per rimanere rinchiusi nel seminterrato della struttura.
- Guest star: Kate Burton (madre di Arvin Finnerman).

## Clash of Swords
- Titolo originale: Clash of Swords
- Diretto da: Jim Hensz
- Scritto da: Elaine Ko e Stephen Lloyd

### Trama
Mitch e Phil partecipano ad una convention sulla loro serie fantasy preferita, Clash of Swords, ma sono costretti alla fuga nel momento in cui Phil rivela ai presenti alcune anticipazioni sulla serie lette online; nel frattempo Gloria organizza per la classe di Joe una festa a tema dinosauri ma viene sabotata dallo stesso identico evento, realizzato molto meglio, dalla sua acerrima rivale Donna Duncan. Claire e Jay, dopo alcune iniziali esitazioni, considerano la possibilità di una fusione della loro azienda con una startup all'avanguardia.
- Guest star: Jane Krakowski (Donna Duncan), Ben Schwartz (Nick), Christian Barillas (Ronaldo), Harry Groener (Joel L.L. Logan), Adam Rose (Adam), Marsha Kramer Margaret), Dylan Bay Kleckner (Cal), Caden Dragomer (Henry), Ry Elkinson (Digby).